# Gust
Gust (1952 - 11 april 1988) was een Congolese gorilla die jarenlang in de Antwerpse Zoo te bezichtigen was. Hij groeide uit tot een icoon van de Antwerpse dierentuin.

## Levensloop
Gust was een westelijke laaglandgorilla die in 1952 aan de monding van de Kongostroom werd geboren. Op 18 mei 1953 werd hij naar de Antwerpse Zoo gebracht. Hij was ondervoed en wilde niet eten, maar zoöloge Agatha Gijzen zorgde ervoor dat hij toch at door aangepaste voeding met een papfles te geven. Gust werd jarenlang verzorgd door zijn vaste oppasser Aloïs Samson. Hij noemde het dier "Gust" ofwel naar de grote Antwerpse hijskraan Grote Gust of naar zijn vrouw Gusta. Aloïs Samson (1918-1995) werkte van 1946 tot en met 1978 als dierenoppasser. De gorilla groeide uit tot een 2,2 meter lange aap. Bezoekers waren dol op hem en Gust werd een publiekslieveling.
Gust kreeg nooit nageslacht. Doordat hij als babyaap zo vaak aan de tralies van zijn kooi sabbelde had hij loodvergiftiging opgelopen en was hierdoor steriel geworden. Hij overleed 's nachts op 11 april 1988 op 35-jarige leeftijd aan hartfalen. Lang deed het verhaal de ronde dat zijn lijk werd ingevroren en nog steeds in de dierentuin werd bewaard, maar dat blijkt niet te kloppen. Waarschijnlijk is zijn lichaam na de autopsie tijdelijk ingevroren, dat is de standaardprocedure. ZOO Antwerpen heeft echter niet de mogelijkheid om alle dieren op te zetten en daarom worden de resten van overleden dieren naar musea en universiteiten gebracht zodat men de kadavers voor wetenschappelijk onderzoek kan gebruiken. De schedel van Gust wordt in de Antwerpse zoo bewaard en enkele botten bevinden zich in het Koninklijk Belgisch Instituut voor Natuurwetenschappen (KBIN). De overige resten van Gust zijn vernietigd door het vilbeluik.

## In populaire media
- In het Nero-album Zwoele Charlotte (1973-1974) belandt Nero in gorillapak in de Antwerpse Zoo en wordt door de oppasser Gust genoemd.
- In het Agent 327-album De golem van Antwerpen (2001) wordt Agent 327 verkleed als gorilla naar de Antwerpse Zoo gebracht. Men introduceert hem in strook D12 als "de eerste oostelijke laaglandgorilla sinds Gust".
- Ramsey Nasr vermeldt Gust in een gedicht dat hij over de Antwerpse Zoo schreef.